# Sanã-castanha
Sanã-castanha ou siricora-mirim (nome científico: Rufirallus viridis) é uma espécie de ave da família dos ralídeos. Pode ser encontrada na Bolívia, Brasil, Colômbia, Equador, Guiana Francesa, Guiana, Paraguai, Peru, Suriname e Venezuela.

## Subespécies
São reconhecidas duas subespécies:
- Rufirallus viridis brunnescens (XXX, 19) - leste da Colômbia (meio do Vale do Rio Magdanela)
- Rufirallus viridis viridis (Boddaert, 1783) - sul da Venezuela até as Guianas, Amazônia brasileira, leste do Peru e norte da Bolívia.